# Col de la Cayolle
De Col de la Cayolle is een 2337 meter hoge bergpas in de Franse Alpen die de verbinding vormt tussen Barcelonnette en Entraunes. De pashoogte vormt de grens tussen de departementen Alpes-Maritimes en Alpes-de-Haute-Provence. De pasweg is gewoonlijk van mei tot oktober voor verkeer geopend.
De route over de Col de la Cayolle doorkruist het Nationaal park Mercantour en loopt parallel aan de paswegen Allos, Moutière (onverhard) en Bonette. Vanaf de pashoogte leiden enkele gemarkeerde wandelpaden dieper het gebergte in.

## Wielrennen
De Ronde van Frankrijk deed de Col de la Cayolle drie keer aan. 
Als eerste passeerden de top:
- 1950: Jean Robic
- 1955: Charly Gaul
- 1973: Vicente López Carril